# Dawid węgierski
Dawid węgierski (zm. po 1094) – królewicz węgierski z dynastii Arpadów.

## Życiorys
Był młodszym synem Andrzeja I, króla Węgier, i jego żony Anastazji, córki księcia ruskiego Jarosława Mądrego.